# Karl-Heinz Peschke

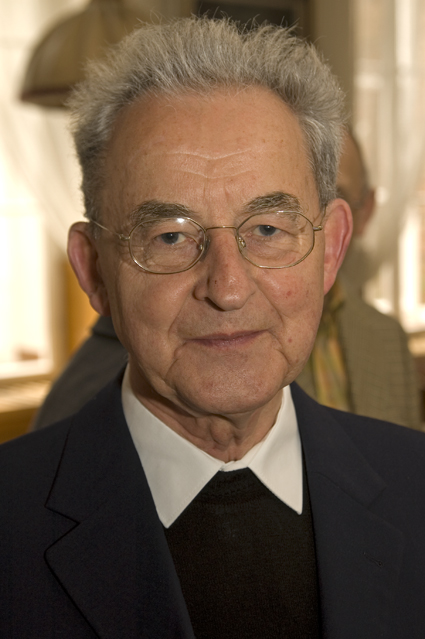
P. Karl-Heinz Peschke

Karl-Heinz Peschke SVD (* 12. August 1932 in Breslau, Schlesien) ist ein deutsch-österreichischer  Ordensgeistlicher, römisch-katholischer Theologe und Professor für Moraltheologie.

## Leben
Peschke legte das Abitur 1951 in Osnabrück ab und trat anschließend der Ordensgemeinschaft der Steyler Missionare in St. Augustin bei Bonn bei. 1958 erfolgte die Priesterweihe, 1959 das Lizenziat der Theologie an der Päpstlichen Universität Gregoriana in Rom und 1965 das Doktorat in Moraltheologie an der Accademia Alfonsiana.
Von 1959 bis 1962 war Peschke Dozent der Moraltheologie an den Seminaren der Steyler Missionare in São Paulo (Brasilien) und St. Augustin (Deutschland). Als Professor wirkt Peschke von 1968 bis 1984 am Divine Word Seminary in Tagaytay City (Philippinen), von 1984 bis 1991 an der Päpstlichen Universität Urbaniana in Rom, von 1991 bis 2000 an der Theologischen Hochschule St. Gabriel in Mödling bei Wien, von 1995 bis 2003 an der Philosophisch-Theologischen Hochschule St. Augustin bei Bonn und von 1999 bis 2007 an der Philosophisch-Theologischen Hochschule Benedikt XVI. in Heiligenkreuz (Österreich).
Sein Werk Christliche Ethik wurde in viele Sprachen übersetzt und in wissenschaftlichen Zeitschriften rezensiert.
2012 wurde anlässlich des 80. Geburtstages von Karl-Heinz Peschke an der Theologischen Fakultät der Katholischen Universität Ružomberok in Košice eine internationale Konferenz und Laudatio über sein Leben und Werk abgehalten.

## Christliche Ethik
Die beiden Bände des Moraltheologen Peschke zur christlichen Ethik Grundlegungen der Moraltheologie und Spezielle Moraltheologie zählen zu den Standardwerken der christlichen Ethik. Sie werden in der Sekundärliteratur sehr häufig als Quellen benutzt und zitiert. Der Originaltext der beiden Bände wurde auf Englisch verfasst und 1975 und 1978 gleichzeitig in England und auf den Philippinen, ab 1979 auch in Indien veröffentlicht. In allen drei Ländern erlebten die Bücher 10 Auflagen und darüber. Es folgten Übersetzungen in mehrere weitere Sprachen. 
Fußend auf der großen Tradition der lateinischen Summen der Moraltheologie (Noldin, Prümmer, Marc), hat der Autor nach dem II. Vatikanischen Konzil dessen Weisungen in die Moraltheologie integriert und – nach dem Wunsch des Konzils – ihre biblischen Grundlagen ausführlicher entfaltet. In wiederholten Überarbeitungen wurden die Texte auf den Stand der neuen Entwicklungen in der Theologie und der ihr nahe stehenden Wissenschaften gebracht (Band 1: 1986 und 1996; Band 2: 1992 und 2004). Gewicht wird auf die verfasste Lehre der kirchlichen Glaubensgemeinschaft gelegt, wie etwa in den Sozialenzykliken zur Darstellung gebracht. Die Darlegungen des Verfassers sind prägnant, gegliedert jedoch nicht nach den zehn Geboten oder vier Kardinaltugenden – wie generell in der Tradition –, sondern nach internen Kriterien der Sachbereiche. Neue Kapitel und Sektoren sind seit 1989 die Verantwortung für die Schöpfung und seit 1992 die Wirtschaftsethik. Das Handbuch wendet sich an alle, die an der sittlichen Weisung des christlichen Glaubens interessiert sind.
Besondere Aufmerksamkeit schenkte der Autor daneben dem Naturrecht und der Wirtschaftsethik. Die Schrift Wirtschaft aus christlicher Sicht erschien ebenfalls ursprünglich in Englisch und wurde in zehn weitere Sprachen übersetzt.

## Veröffentlichungen (Auswahl)
- Naturrecht in der Kontroverse. Kritik evangelischer Theologie an der katholischen Lehre von Naturrecht und natürlicher Sittlichkeit. Otto Müller, Salzburg 1967.
- Christliche Ethik. Paulinus, Trier
  - Bd. 1: Grundlegungen der Moraltheologie. 1997, ISBN 3-7902-0064-6.
  - Bd. 2: Spezielle Moraltheologie. 1995, ISBN 3-7902-0063-8.
    - (Original in Englisch, weitere Übersetzungen in Italienisch, Koreanisch, Litauisch, Tschechisch, Vietnamesisch, Chinesisch, Indonesisch, Rumänisch).
- Wirtschaft aus christlicher Sicht. Paulinus, Trier 1992, ISBN 3-7902-5210-7.